# Heteranthera zosterifolia
Heteranthera zosterifolia là một loài thực vật có hoa trong họ Pontederiaceae. Loài này được Mart. mô tả khoa học đầu tiên năm 1824.